# Helena (My Chemical Romance)
Helena (conosciuto anche come Helena (So Long & Goodnight)) è il terzo singolo estratto dal secondo album Three Cheers for Sweet Revenge dei My Chemical Romance, pubblicato il 23 maggio 2005.
La canzone è dedicata alla nonna del cantante Gerard Way e del bassista Mikey Way, Elena Lee Rush, che era stata molto vicina alla band prima di morire.

## Video musicale
Il video musicale è stato girato nella chiesa presbiteriana di Immanuel, Wilshire Boulevard, Los Angeles, in California, da Marc Webb e coreografato da Michael Rooney. Il video tratta di un funerale, in cui il gruppo suona il brano e trasporta una bara, mentre i presenti alla cerimonia danzano all'interno della chiesa e sotto la pioggia.
Sebbene la canzone sia essenzialmente incentrata sulla nonna di Gerard e Mikey Way, è stato dichiarato in un'intervista che il video racconta una storia diversa. Il video musicale mostra il funerale di una ragazza, che, secondo Gerard Way, sarebbe morta tragicamente.
Durante il making of del video, che si trova come contenuto bonus nel DVD Life on the Murder Scene, è stato osservato che Frank Iero, mentre scherza sulla sua altezza, in realtà non porta alcun peso della bara, e che essa era invece portata dagli altri membri della band e da Cameron. La pioggia presente nella sequenza tra l'uscita dalla chiesa e l'avvio verso il carro funebre non era stata prevista, ma il regista l'ha utilizzata a suo vantaggio per impostare lo stato d'animo da funerale.

## Tracce
1. Helena - 3:24
2. I'm Not Okay (I Promise) - 3:06 (live)
3. You Know What They Do to Guys Like Us in Prison - 3:10 (live)

## Formazione
1. Gerard Way - voce
2. Ray Toro - chitarra solista, cori
3. Frank Iero - chitarra ritmica
4. Mikey Way - basso
5. Bob Bryar - batteria

## Classifiche
| Classifica (2005)         | Posizione massima |
| ------------------------- | ----------------- |
| Germania                  | 67                |
| Irlanda                   | 46                |
| Nuova Zelanda             | 27                |
| Stati Uniti               | 33                |
| Stati Uniti (digital)     | 13                |
| Stati Uniti (alternative) | 11                |